# Saruman
Fehér Saruman egy kitalált karakter J.R.R. Tolkien Középfölde-univerzumában. Ő az istarok rendjének vezetője: olyan varázslóké, akiket ember képében küldtek a valák Középföldére, hogy segítsenek nekik a Sauron elleni harcban. Végül ő elhagyja küldetését, engedve az Egy Gyűrű csábításának, és magának akarja megszerezni azt, hogy Vasudvardból uralkodjon egész Középfölde felett. Tevékenysége különösen "A Gyűrűk Ura" második kötetében, "A két torony"-ban kerül részletezésre, valamint "A király visszatér" végén. Korábbi élettörténete "A szilmarilok" és a "Befejezetlen regék Númenorról és Középföldéről" című könyvekből ismerhető meg.
Saruman az egyik karakter a könyvekben, akivel a hatalom megrontó erejét ábrázolják: a tudásért és a rendért való vágya az, amely a bukását okozza, és végül, amikor felkínálják neki a megbocsátást, elutasítja azt.

## Nevei
Az Istarok Rendjének (Heren Istarion) leghatalmasabb tagja lévén a fehér színt viselte bukásáig, ezért (A) Fehér Sarumannak is nevezték. A Saruman nevet a Középfölde északi részén élő emberektől kapta. A tündék Curunír néven ismerték. Quenya neve Curumo. Ezen nevek egymásnak tükörfordításai, jelentésük: ügyes ember.
Vasudvardi szolgái (orkok és emberek), valamint a Megye lakosai Kapzsinak is nevezték, mely feltehetőleg a fekete beszédben meglévő kapshû (öregember) elferdítése (eredetileg "Sharkey", illetve sharkû) . Ez az elnevezés azonban csak azután terjedt el, hogy egykori hatalmát a Gyűrűháborúban elvesztette.

## Élete
A többi mágussal együtt Curunír is a maiák közé tartozott, tehát ainu volt (egyfajta angyalszerű lény). Eába való belépésük után a maiák nagy része társult egy valához, hogy segítse őt és tanuljon tőle. Ebben az értelemben Curumo Aule maiája volt, ami azért különösen érdekes, mert kezdetben Sauron is A Kovács tanítványa, segítője volt, és később választotta inkább Morgoth-t mesteréül.
Bár a valák az Izzó Harag Háborúja után úgy döntöttek, hogy nem avatkoznak be a Világ folyásába többet, azonban mégis úgy látták, hogy Sauron egyre terjedő hatalmát meg kell állítaniuk. Ezért Manwe egy tanácsot hívott össze, ahol arról határoztak, hogy saját rendjükből követeket küldenek Középföldére. Első felszólításra összesen két maia jelentkezett: Curumo, és Alatar. Később a valák kifejezett kívánságára a küldetésre még három maiát választottak ki: Pallandót, Aiwendilt (Radagast) és Olórint (Gandalf).
Arról, hogy kivel és mikor érkezett Saruman Középföldére, többféle írás is létezik. A gyakrabban előforduló elképzelés szerint Curumo egyedül érkezett Középföldére a Harmadkorban (Hk.) 1000 körül, az istarok közül elsőként.
Az Istarok Rendjének szigorú szabályai voltak: nem uralkodhattak Középfölde népei felett a félelem eszközével; nem fedhették fel igazi mivoltukat; Középföldét emberi alakjukban kellett járniuk, így meg kellett ismerniük az éhséget és a fáradtságot.
Nagy hatalmának, ügyesen forgatott szavainak és rendkívüli kézügyességének köszönhetően Hk. 2463-ban a Fehér Tanács vezetőjévé választják. Ennek oka lehet még, hogy átfogóan ismerte Sauron alkotásait. 2759-ben az akkori gondori helytartó, Beren engedélyével letelepedett Vasudvardban. Kezdetben Rohan barátja volt, de nyilvánvalóvá vált, hogy hatalmi tényezővé akar válni és mennyire vágyik a Hatalom Gyűrűjére. Ezért telepedett le Vasudvardban, ugyanis használni akarta az ottani palantírt. Hasonló okokból győzte meg a Fehér Tanácsot, hogy ne űzzék ki Sauront Dol Guldurból, bár amikor erre mégis rászánták magukat, a sikert a Tanács tagjai főképp Sarumannak tulajdonították (bár Sauron már várta a támadást, és menekülése csak csel volt, hogy Mordor Uraként hamarosan újra felbukkanhasson). Saruman azt remélte, hogy ha békén hagyják a Gyűrűt, magától is felbukkan.
2953-ban Vasudvard teljes jogú ura lett. Megerősítette az erődöt és védelmére gonosz embereket és orkokat gyűjtött, akik parancsára fosztogatni kezdték a Fangorn-erdőt, hogy fáit a fegyverkohók fűtőanyagának felhasználják. Egyúttal kémkedni kezdett Gandalf után, ügynököket tartott Bríben és a Megyében. 3000 körül kezdte használni a palantírt, és így Sauron csapdájába esett. Ettől kezdve, hiába hitte, hogy szabad, már a Sötét Úr irányította. 3010-ben Saruman parancsára Kígyónyelvű Gríma Théoden, a rohani király bizalmába férkőzött, aki a király unokaöccsét, Éomert száműzte, Rohan védelmét más módon is akadályozta, és egyéb, Orthanc céljainak megfelelő cselekedetekre bírta a királyt. Saruman azzal hitegette Grímát, hogy ha segít neki Nyugatvég felprédálásában, megkaphatja Éowynt, a király unokahúgát. Gríma már korábban is szemet vetett a lányra, de mivel Théoden udvarmestere volt, nyugton kellett maradnia (azonban 3019-ben Gandalf felszabadítja a királyt és elűzi Grímát).
A Fehér Tanácsban tanúsított kétszínű viselkedésével sokszor késleltetett fontos intézkedéseket és eloszlatott amúgy jogos félelmeket, ezért a tanács több tagja, mint Galadriel királynő, és talán maga Gandalf is, gyanakodni kezdett céljai tisztessége felől. Árulása valóban lelepleződött, amikor a jóhiszemű Radagastot eszközként használva, 3018. július 10-ére Vasudvardba csalta Gandalfot, beavatta azon tervébe, hogy színleg csatlakozni kíván Sauronhoz (mert véleménye szerint fegyverrel nem győzhető le); ugyanakkor feltárta előtte, hogy igényt tart a Középfölde feletti uralomra és az Egy Gyűrűre. Bár Gandalfot azzal kecsegtette, hogy osztozik vele az uralomban és a Gyűrűn, a szürke mágus nemet mondott e tervekre, mert tudta, hogy mögöttük Saruman eluralkodó félelme bújik meg Saurontól s ugyanakkor önző hatalomvágya is. Saruman, aki ekkoriban változtatta meg nevét is Fehér Sarumanról Sokszínű Sarumanra (ezzel deklarálva, hogy a Világőrök követéből gyakorlatilag, szándékaiban legalábbis, emberré vált, aki „világi” tudásra és „világi” hatalomra vágyik), ezután börtönbe vetette Gandalfot, ahonnan az Radagast és Szélura Gwaihir segítségével nem sokkal később megszökött. Saruman Őrzőből demiurgosszá változott, aki a mágikus és racionális tudásba, valamint a (Tolkien által eleve romlottnak tartott) technológiába helyezte a hitét. Bár Gandalfnak és talán saját magának is azt hazudta, hogy mindezt csak Sauron kijátszására teszi, azonban tettei által kétségkívül gonosszá lett, hiszen birodalmakat és sorsokat tett tönkre (Rohanban, illetve a Fangorn entjei között), és alkotásait mások pusztulása árán hozta létre (pl. erdőirtás, várostrom).
Saruman évek óta építgetett kémhálózata segítségével tudomást szerzett a Gyűrű útjáról, uruk-hai katonáit a Szövetség után küldte, akik mordori és hegyi orkok segítségével az Amon Hennél rajtuk is ütöttek, és bár Frodó megmenekült a Gyűrűvel, Tuk Peregrint és Borbak Trufát az orkok foglyul ejtették; azonban Vasudvardba már nem jutottak vissza, mert a rohani lovasság egy szálig elpusztította őket. Így a Gyűrű megmenekült Sarumantól, aki a háború végéig semmi hírt nem kapott róla, reménye a hatalom könnyű megszerzésére füstbe ment. Már csak közönséges fegyvereiben reménykedhetett. A hatalom megszerzésének első lépéseként a végső csapást szánta a szomszédos Rohannak, amikor mintegy tízezer főből: orkokból, farkasokból, hegylakó és dúnföldi emberekből álló serege megtámadta az országot, melynek népe a Helm-szurdok erődjébe, Kürtvárba menekült. Az Erkenbrand vezette erősítés az utolsó pillanatban veri vissza és űzte a sereget az erdőbe, ahol a huornok végeztek velük. Közben az entek, akik feldühödtek, hogy Saruman évek óta pusztítja erdeiket, hogy a fákkal Vasudvard kohóit táplálja, megrohanták Vasudvardot, lerombolták, Sarumant pedig bent rekesztették Orthanc tornyába; a kürtvári csatából győztesen megtérő Gandalf kizárta a Tanácsból, varázsbotját eltörte (azaz kitaszította a mágusok rendjéből is), így Saruman mágikus hatalmának java részét is elvesztette. Bár Gandalf előtte még felajánlotta Sarumannak, hogy bántatlanul távozhat, ha segít jóvátenni bűneit, varázsbotját zálogba adja, és Orthancot elhagyja, a legyőzött mágus azonban annyira félt Saurontól és lidérc-küldönceitől, akik időről időre ellenőrizték, és annyira nem bízott Gandalf szavában, hogy nem volt hajlandó a védett Orthancból elmenni, inkább a bukást választotta.
Nemsokára kiderült, hogy hangjának varázsa még mindig a régi, és a jószívű entek hajlottak szavára, megbocsátottak neki, és kiengedték őt és Grímát Vasudvardból. A páros magát koldusnak álcázva a Megyébe ment, bár útközben Galadriel és Gandalf, akikkel összefutottak, újból felajánlották nekik, hogy bocsánatot nyernek, és Curunír visszatérhet Valinorba. De Saruman ehelyett a Megyébe ment, hogy kicsinyes bosszúját beteljesítse.
Gyűlölte a félszerzeteket, mert elorozták előle a Gyűrűt, és mert kettejük részt vett Vasudvard lerombolásában. A Megyébe ért. Sok szolgája bukása után is hű maradt hozzá, a Megyében hatalomra segítették a pénzéhes Tarisznyádi-Zsákos Lothót, aki azelőtt üzleti partnere volt élelem és élvezeti cikkek exportőre minőségében.
Kapzsi – mert a Megyében így hívták Sarumant emberei nyomán – Lothón keresztül befolyásolhatta a Megye vezetését, de a valódi uralmat hamarosan fegyveres banditái vették át, akik Brít és más közeli településeket is rettegésben tartottak. A Megyében Saruman nemcsak újabb országot nyert az uralkodásra, ahol Mordorhoz hasonló zsarnokságot teremtett, de annak módszeres tönkretételével és kiszipolyozásával Vasudvard lerombolása miatti bosszúvágyát is kiélte. Azonban hatalmát a visszatérő Frodó és társai könnyen megdöntötték, mert a banditák rosszul voltak felfegyverezve, és amikor komoly harcra került a sor, legtöbbjük nem akarta irháját kockáztatni főnökéért. A győztes hobbitok előtt Saruman felfedte magát, hogy maradéktalanul élvezze a tönkretett ország feletti szomorúságukat, de mikor elárulta nekik, hogy Kígyónyelvű ölte meg Lothót, Gríma gyűlöletében és hatalmaskodó urától eredő folytonos megalázottságára ráunva, elvágta a torkát. Így ért véget az egykor hatalmas és jóságos lény Középföldén megtestesült élete, ahol nem bukkant fel többé.

## Jelképe
Címere, jelképe a Fehér Kéz, amelyet néha megnevezésként vagy értelmező jelzőként is használtak vele kapcsolatban (pl. Tuk Pippin egy helyütt: „Szeretném a Fehér Kéz vesztét látni.”; GyU, Európa kiad. 1995, 97. o.). Lobogóján és katonái viseletén (sisak, pajzs) is ez az embléma szerepel.

## A karakter megalkotása
Tolkien már jó ideje írta a Gyűrűk Urát, amikor kitalálta Saruman karakterét. Szerepe elsősorban a cselekmény akkori hiányosságainak kitöltésére szolgált, és az írással együtt fejlődött. Tolkien már 1937-ben elkezdte írni a művet, de eleinte nem igazán tudta, merre fog tartani a cselekmény. Más karakterekkel ellentétben Saruman egyáltalán nem szerepel sem az ekkoriban már kész "A hobbit"-ban, sem a Quenta Silmarillon ekkor elkészült kéziratában. Amikor megírta, hogy Gandalfot feltartóztatták, és ezért nem tudott idejében találkozni Frodóval, Tolkien elméjében még nem létezett ennek pontos oka. Mint később fia, Christopher Tolkien elmondta, apja körülbelül háromszor kezdett neki "A Gyűrű Szövetsége" átírásának. Saruman először egy 1940-es, negyedik vázlatban szerepel, mint "Fehér Saramond" vagy "Szürke Saramund", aki Sauron befolyása alá került, elcsalta Gandalfot az erődítményébe és csapdába ejtette. Saruman árulásának teljes története a későbbi fejezetekhez került betoldásra.
Saruman karaktere a későbbiekben is ehhez hasonlóan fejlődik. Christopher Tolkien elmondása szerint az öregember, akit "A két torony" elején Aragorn, Gimli és Legolas látnak a Fangorn-erdő szélén, eleinte Gandalf volt, csak később került átírásra, hogy valójában Saruman volt az. Ugyanígy, "A Megye megtisztítása" című fejezetben Kapzsi kezdetben egyszerűen csak a banditák vezére, és csak később lett Sarumannal azonos. Egy lábjegyzetben került csak utalás arra, hogy a Kapzsi név is az "öregember" szóból származik. Saruman halálának leírása, a hátramaradó csontokkal és a fakó emberalak-szerű füsttel már csak a legvégén, a lektoráláskor került be.

## Megjelenése a filmekben
| Név                               | Eredeti név                                       | Év   | Magyar hang    | Színész         | Megjegyzés                                                             |
| --------------------------------- | ------------------------------------------------- | ---- | -------------- | --------------- | ---------------------------------------------------------------------- |
| A Gyűrűk Ura: A Gyűrű Szövetsége  | The Lord of the Rings: The Fellowship of the Ring | 2001 | Reviczky Gábor | Christopher Lee | az eredeti és a bővített változatban is szerepel                       |
| A Gyűrűk Ura: A két torony        | The Lord of the Rings: The Two Towers             | 2002 | Reviczky Gábor | Christopher Lee | az eredeti és a bővített változatban is szerepel                       |
| A Gyűrűk Ura: A király visszatér  | The Lord of the Rings: The Return of the King     | 2003 | Reviczky Gábor | Christopher Lee | csak a bővített változatban szerepel                                   |
| A hobbit: Váratlan utazás         | The Hobbit: An Unexpected Journey                 | 2012 | Reviczky Gábor | Christopher Lee | az eredeti és a bővített verzióban is szerepel                         |
| A hobbit: Az öt sereg csatája     | The Hobbit: The Battle of the Five Armies         | 2014 | Reviczky Gábor | Christopher Lee | az eredeti és a bővített verzióban is szerepel                         |
| A Gyűrűk Ura – A rohírok háborúja | The Lord of the Rings: The War of the Rohirrim    | 2024 | Kincses Károly | Christopher Lee | Christopher Lee archív felvételről szólal meg, egyetlen mondat erejéig |

## Ábrázolásai
Az 1978-as "A Gyűrűk Ura" című Ralph Bakshi-rajzfilmadaptációban Fraser Kerr volt a hangja. Mindössze két jelenete volt: az egyikben Gandalfot próbálja meggyőzni, hogy csatlakozzon, a másikban a seregeihez beszél. A karaktert itt vörösbe öltöztették, és hol Saruman, hol Aruman néven hivatkoznak rá, valószínűleg azért, hogy ne tévesszék össze a nézők Sauronnal. Az 1980-as Rankin/Bass-féle "A király visszatér" rajzfilmből teljesen kimaradt.
A BBC Radio kétszer adaptálta a történetet: 1955-ben Robert Farquharson játszotta, a könyvektől eltérő módon, majd 1981-ben Peter Howell alakította, már sokkal inkább a könyvekhez hűen.
Az 1995-ös finn "Hobitit" című minisorozatban Matti Pellonpää alakította.
Peter Jackson 2001-2003-as filmtrilógiájában Saruman az első két filmben sokkal aktívabb szerepet játszott, mint a korábbi adaptációkban, vagy épp a regényben. Itt Christopher Lee alakította. A filmekben sokkal inkább az érződik, hogy Saruman több annál, mint Sauron egyszerű szolgája. Gyakorlatilag Sauron helyét tölti be a cselekményben, akivel a könyvekben sem lehet közvetlenül találkozni. Annak ellenére, hogy jelentős szerepet kapott a filmekben, "A király visszatér" című harmadik rész eredeti, mozis változatából teljesen kihagyták, ami megdöbbentette Lee-t. Jackson ezt azzal magyarázta, hogy a második filmben nem lehetett volna bemutatni, mert a Helm-szurdoki csata mellett eltörpült volna a jelentősége, a harmadik filmben viszont már nem lett volna előremutató a cselekmény szempontjából. Végül a harmadik film bővített változatába került be Saruman halála, amit a regénytől eltérő módon és időben ábrázolnak, összemosva annak "Saruman hangja" és "A Megye megtisztítása" című fejezetében olvasottakat.
"A hobbit" 2012-2014-es filmadaptációiban Christopher Lee újra eljátszotta a szerepet, annak ellenére, hogy Saruman karaktere egyáltalán nem szerepelt a regényben. A filmekben látható jelenetek "A Gyűrűk Ura" Függelékében olvashatóakon alapulnak.
Saruman felbukkan még a 2014-es Middle-Earth: Shadow of Mordor című játékban, ahol Roger L. Jackson szinkronizálta. A Lego Dimensions című játékban mint egy kisebb jelentőségű ellenfél bukkan fel.